# 冰VIII

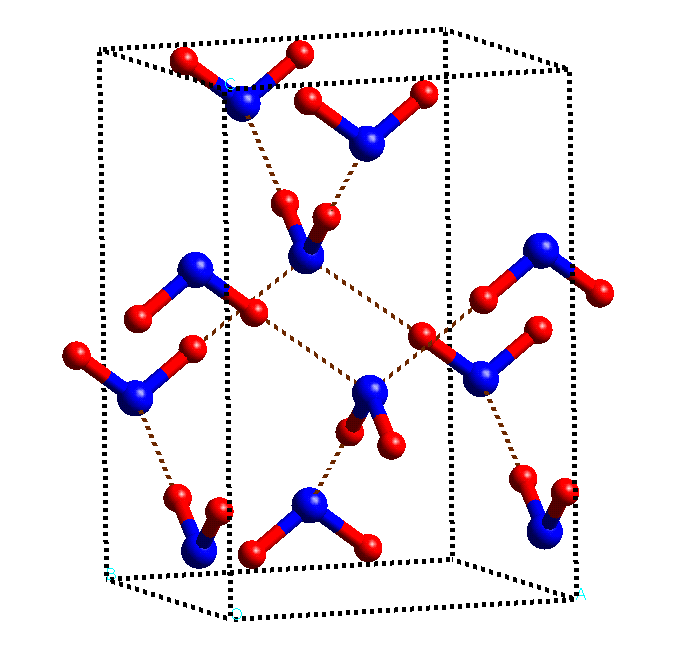
冰八的晶体结构

冰八（Ice VIII）是由冰七冷却至摄氏5度以下形成的四方晶体冰。由于氢原子具有固定位置，因此它比冰七更有序。冰八的结构也被认为比冰五更复杂，是冰的所有晶体形态中最复杂的一种。
在布里奇曼的命名法中，普通的水冰被称为冰一h。实验室已在不同的温度和压力下制作出了从冰二到冰十八等不同类型的冰。

## 另请查看
- 冰，其他晶体形式的冰。